# الدوري الإيراني الدرجة الثانية 2005–06
الدوري الإيراني الدرجة الثانية 2005–06 هو موسم من الدوري الإيراني الدرجة الثانية. فاز فيه Pegah Karaj F.C. ‏.